# Caricuao (metro de Caracas)
Caricuao es una estación del metro de Caracas, la cual se encuentra en las adyacencias de la estación Zoológico y sirve de enlace con la estación Mamera. La misma, se ubica sobre un elevado, de forma que no obstaculice la autopista.

## Estructura
- Andenes: se encuentran en el elevado, donde se ubica la estación.
- Mezzanina: posee la casilla del operador y los torniquetes.

## Enláces externos
- Página del Metro de Caracas

- Datos: Q18521858